# Louise Tilleke
Anne Louise Tilleke est une artiste plasticienne peintre, vidéaste et installationniste franco-suédoise née le 21 octobre 1980 à Göteborg (Suède).

## Biographie
Née à Göteborg, Louise Tilleke est d'ascendance paternelle sri-lankaise : son grand-père, William Goonetilleke, est le cousin d'Oliver Ernest Goonetilleke qui fut gouverneur général de Ceylan puis figure de l'indépendance du Sri Lanka. Elle vit en France depuis 1981 où ses parents, après avoir vécu de nombreuses années à Londres, puis à Göteborg, viennent s'installer dans l'Oise, successivement à Chantilly et à Saint-Leu-d'Esserent.

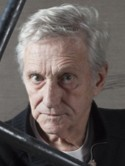
Vladimir Veličković

En rupture avec le monde académique, celui de l'enseignement classique comme celui des Beaux-Arts, c'est après un séjour de sept mois à Negombo (Sri Lanka), en 1997, au cours duquel elle occupe différents postes au Royal Oceanic Hotel, qu'elle revient à Paris où elle vit jusqu'en 2006 dans une chambre de bonne située au 64, rue de Monceau, prend des cours d'art dramatique auprès de Jean-Laurent Cochet et vit de nombreux petits emplois. Son compagnon d'alors la pousse cependant vers la peinture qu'elle commence à pratiquer en 2006. C'est par le peintre Gérard Alary, dont elle est l'amie, qu'elle découvre les travaux de Franz Kline, Robert Motherwell, Emilio Vedova et Hermann Nitsch, puis qu'elle rencontre Vladimir Veličković, dont le soutien lui vaudra en 2016 l'obtention du Prix Alphonse-Cellier de l'Institut de France, et Olivier Kaeppelin à qui elle devra ses principales expositions personnelles.

### Art et psychanalyse…Les somnambules, 2016
Elle vit pendant dix ans au 27, rue des Abbesses à Paris avant de s'installer dans un atelier à Bagnolet. On observe dès 2014 que son « travail est très influencé par la psychanalyse. Le trait est vif, hachuré, mettant en exergue la psychologie de ses personnages ». Invitée par Jean-Louis Costes de 2016 à 2018, en marge de la Foire internationale d'art contemporain, à s'approprier par ses peintures, installations, vidéos et performances le grand chantier de l'hôtel Le Lotti à Paris en cours de devenir l'hôtel Costes,, associée également à des événements internationaux à Pékin, Tel Aviv et Moscou, elle revendique alors l'influence du sociologue et psychologue social Gabriel Tarde (1843-1904) qu'explique Thibaut Josset : « l'homme social, s'il ne cesse jamais de façonner la société par sa qualité d'individu, n'en est pas moins un imitateur, assimilé à un somnambule, hypnotisé par le rêve social. Dans une démarche détachée et objective, Louise Tilleke dresse à travers une œuvre protéiforme un état des lieux du somnambulisme social au XXIe siècle ».

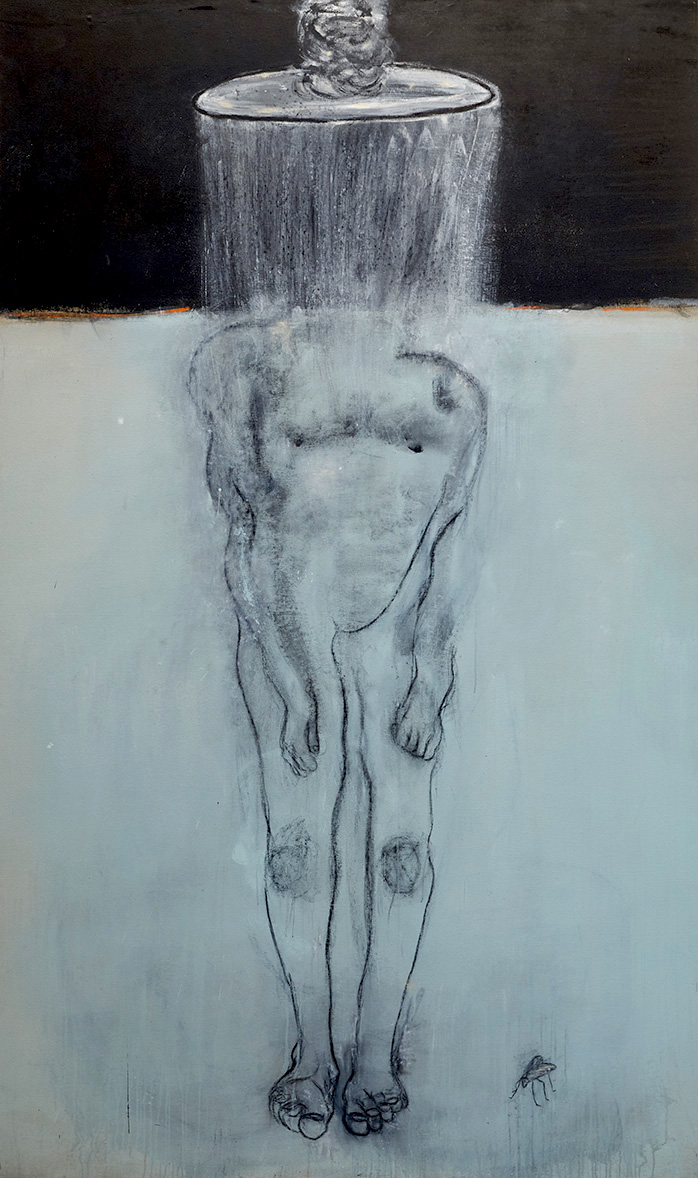
La douche, acrylique, pastel et fusain sur toile, 2016

### EauMento, 2017
C'est intéressée aux recherches de Jacques Benveniste et Luc Montagnier qu'en 2017, avec son exposition EauMento qui est soutenue par la Société Ricard, Louise Tilleke s'empare du thème de la mémoire de l'eau, dans une perspective que Clara Heinrich qualifie de « psychanalytique et métaphorique : l'eau comme matière du souvenir ».
Le guide d'exposition remis à chaque visiteur indique ainsi que « l'eau devient ici langage. Notre mémoire reflète dans ces eaux souillées ou bien limpides, et révèle ce par quoi nous avons été traversés. Le ricochet de nos actes, de nos joies, de nos traumatismes, nos émotions infusent les eaux. Le corps humain, composé majoritairement d'eau, devient le buvard de chaque minute passée. Cette approche nous questionne sur la charge émotionnelle que contiendraient ces molécules d'eau, et par conséquent quels pouvoirs purificateurs l'eau pourrait offrir ». Pour cette proposition de cinq toiles (dont La douche), cinq vidéos (dessins et corps immergés) et cent cinquante dessins, « de nombreux papiers - Cent papiers - furent plongés dans l'eau, puis séchés. Ils laissent paraître les traces du grand nettoyage. Les papiers sont là, posés à même le sol, dans la brutalité de quand ils sont nés… Les souvenirs, les traumatismes jaillissent en petits ou en grands formats, tous assimilés à la mémoire de l'eau ». Enfin, une installation est constituée de 350 sachets de congélation suspendus en plein vent. Chacun d'eux, représenté par une date, conserve la mémoire d'un jour passé (16/09/1896 : Tristan Tzara est né ; 28/10/1909 : Francis Bacon est né ; 4/10/1960 : Ruby Bridges, première américaine noire à intégrer une école réservée aux blancs…). « des gouttes s'en échappent, les mémoires transpirent, elles nous confient leurs secrets ».

EauMento, 2017
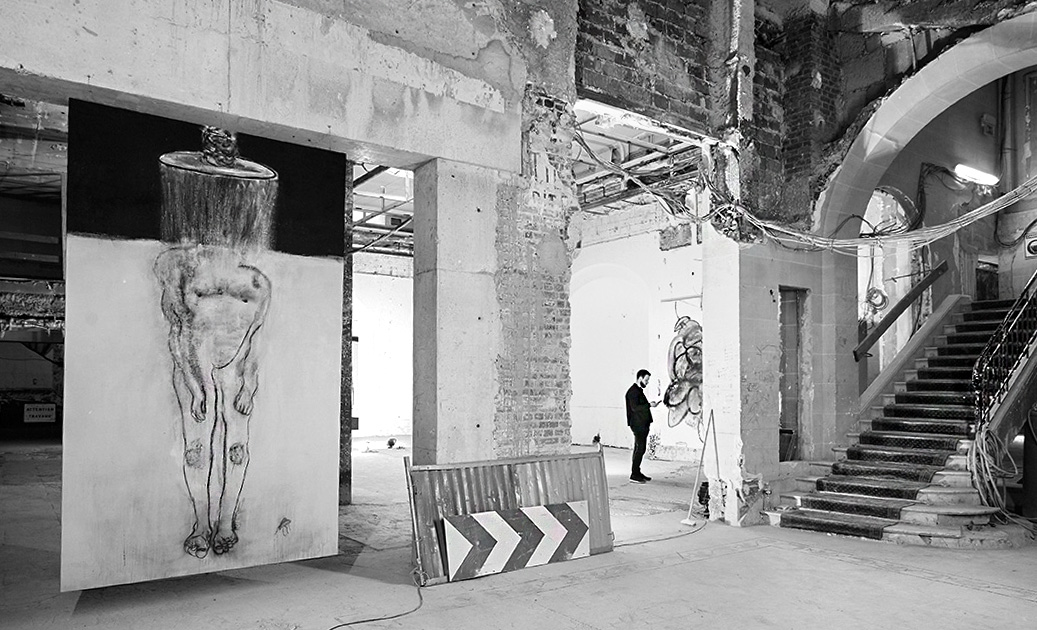
Exposition EauMento, hôtel Costes, Paris
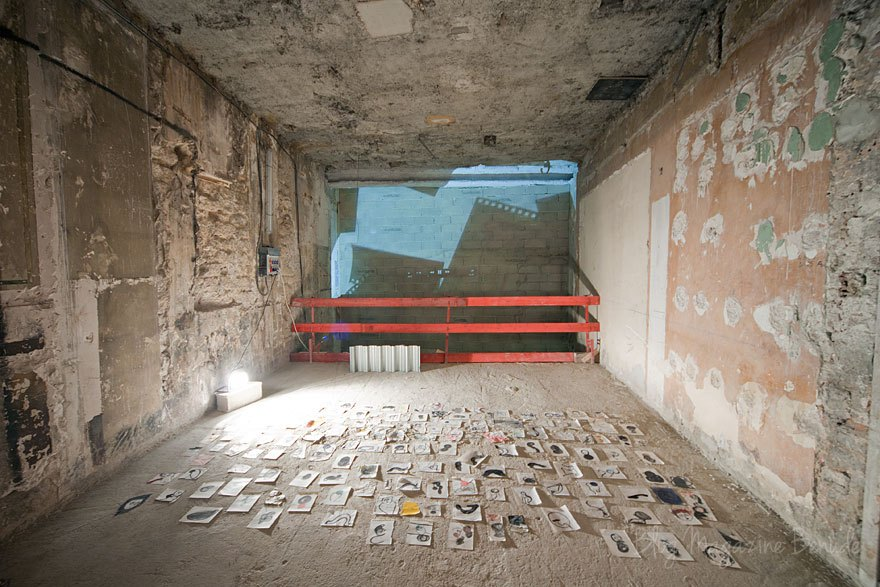
Cent papiers
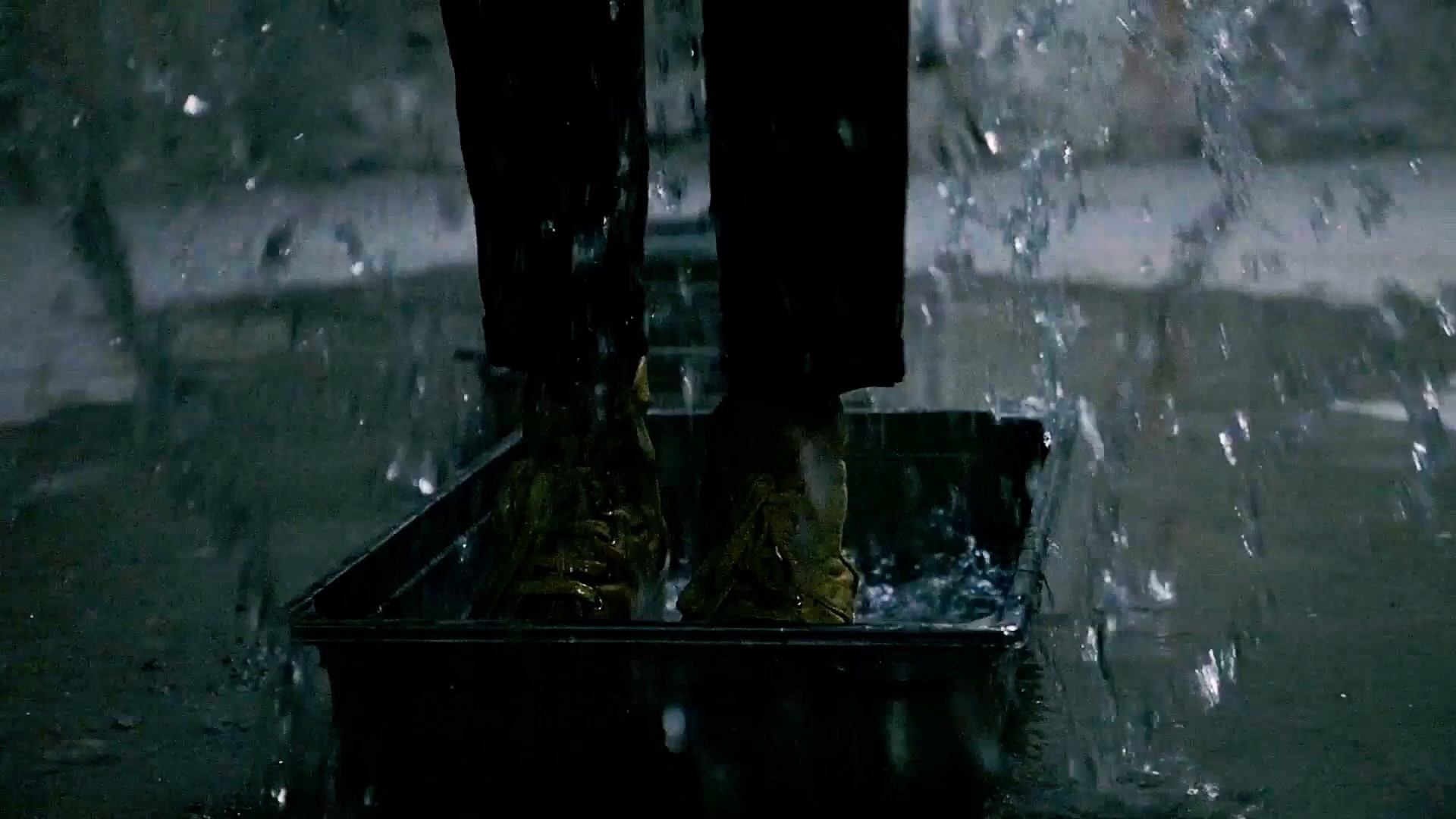
Eaumento, performance
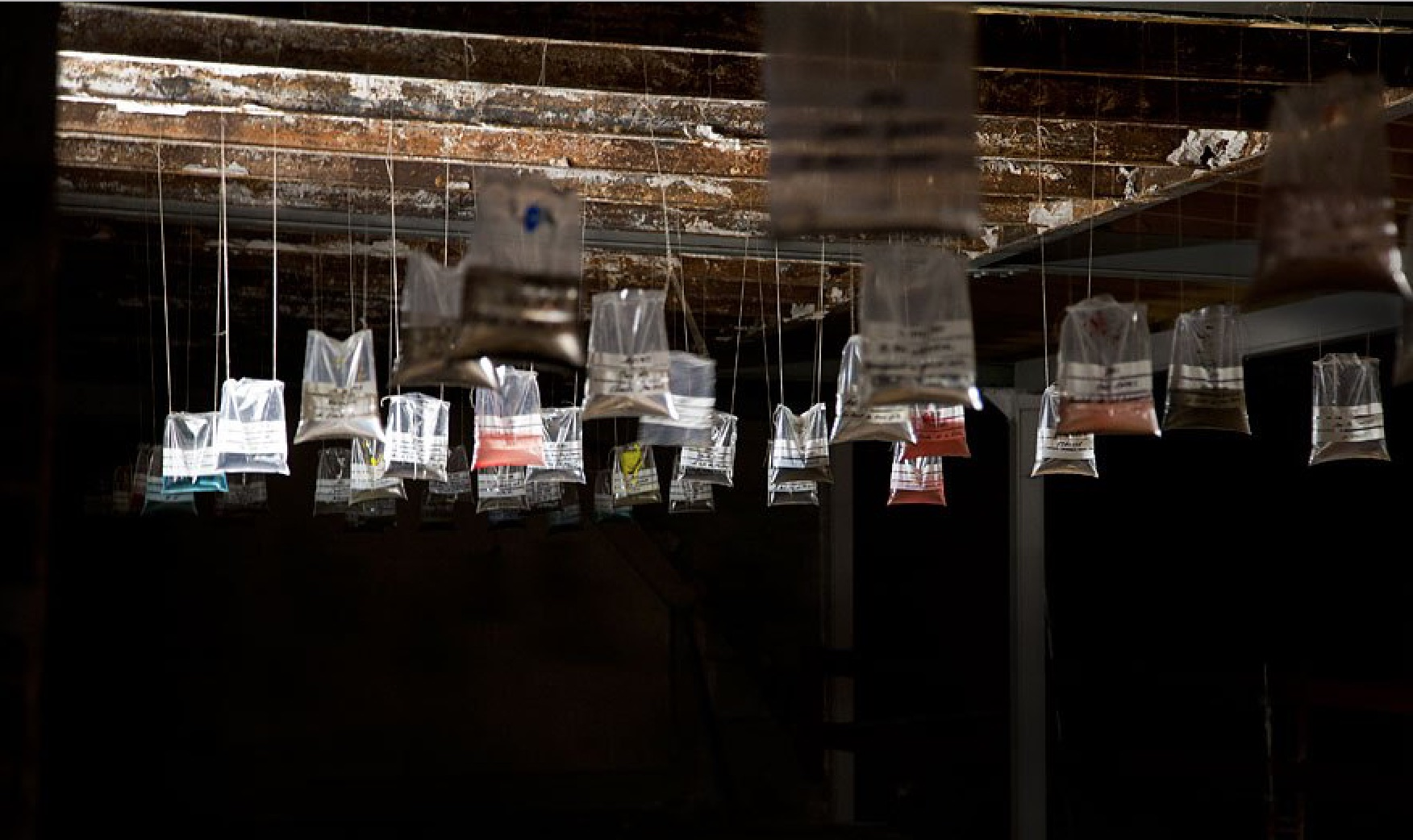
EauMento, installation
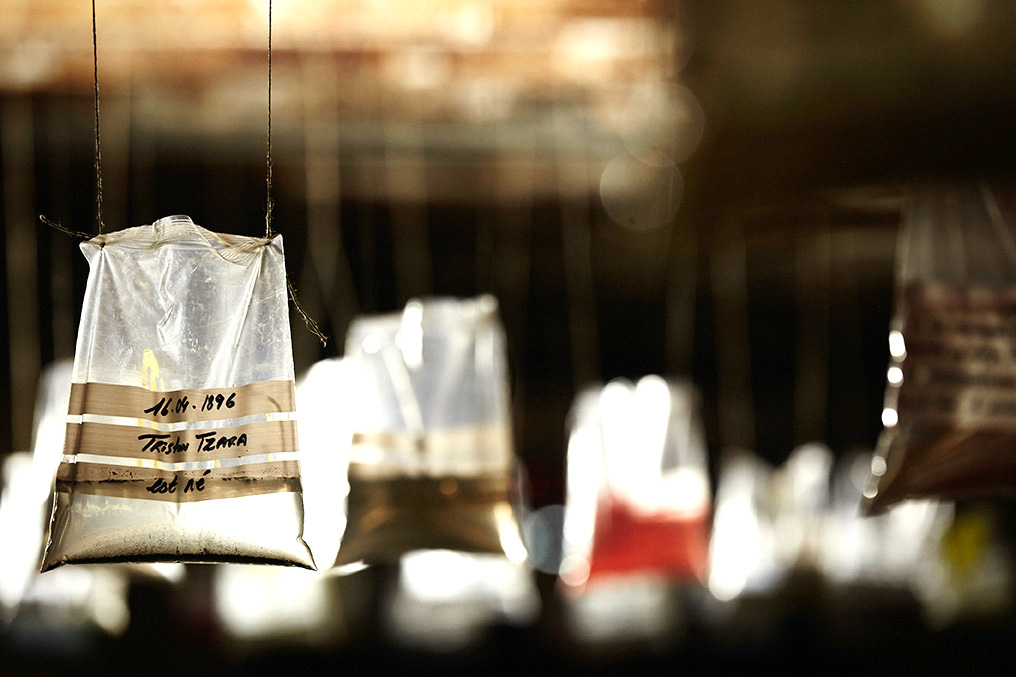
EauMento, installation : 16/4/1896 : Tristan Tzara est né

### Ne demande pas à la Terre…, 2018
Le titre que donne Louise Tilleke à son exposition de 2018 rappelle le discours inaugural de John Fitzgerald Kennedy prononcé en janvier 1961 sur le devoir de responsabilité de tout individu envers une cause plus grande que lui. Pour Olivier Kaeppelin, avec Ne demande pas à la Terre…, « il ne s'agit pas de discours, mais d'une femme qui, avec son art, nous livre ses inquiétudes, les images et les visions qui sont les siennes, souvent fantasmagoriques, d'un monde menacé et menaçant ». Les toiles de grandes dimensions - les figures humaines (des portraits de Nikola Tesla, du pape François, de Severn Cullis-Suzuki) y côtoient les figures animales (La bande des loups) - sont assorties de « narrations fugitives » (créations sonores et films très brefs dont Le cri) qui induisent des sensations de décalage, de cassure, voire de disparition. Jean-Paul Gavard-Perret observe ici pour sa part qu'« en mixant la présence des personnages qui luttent pour la sauvegarde de la planète bleue, des paysages menacés et des figures d'animaux, […] Louise Tilleke cherche à créer des émotions visuelles fortes où transparaissent dérives, perditions, solitudes ».

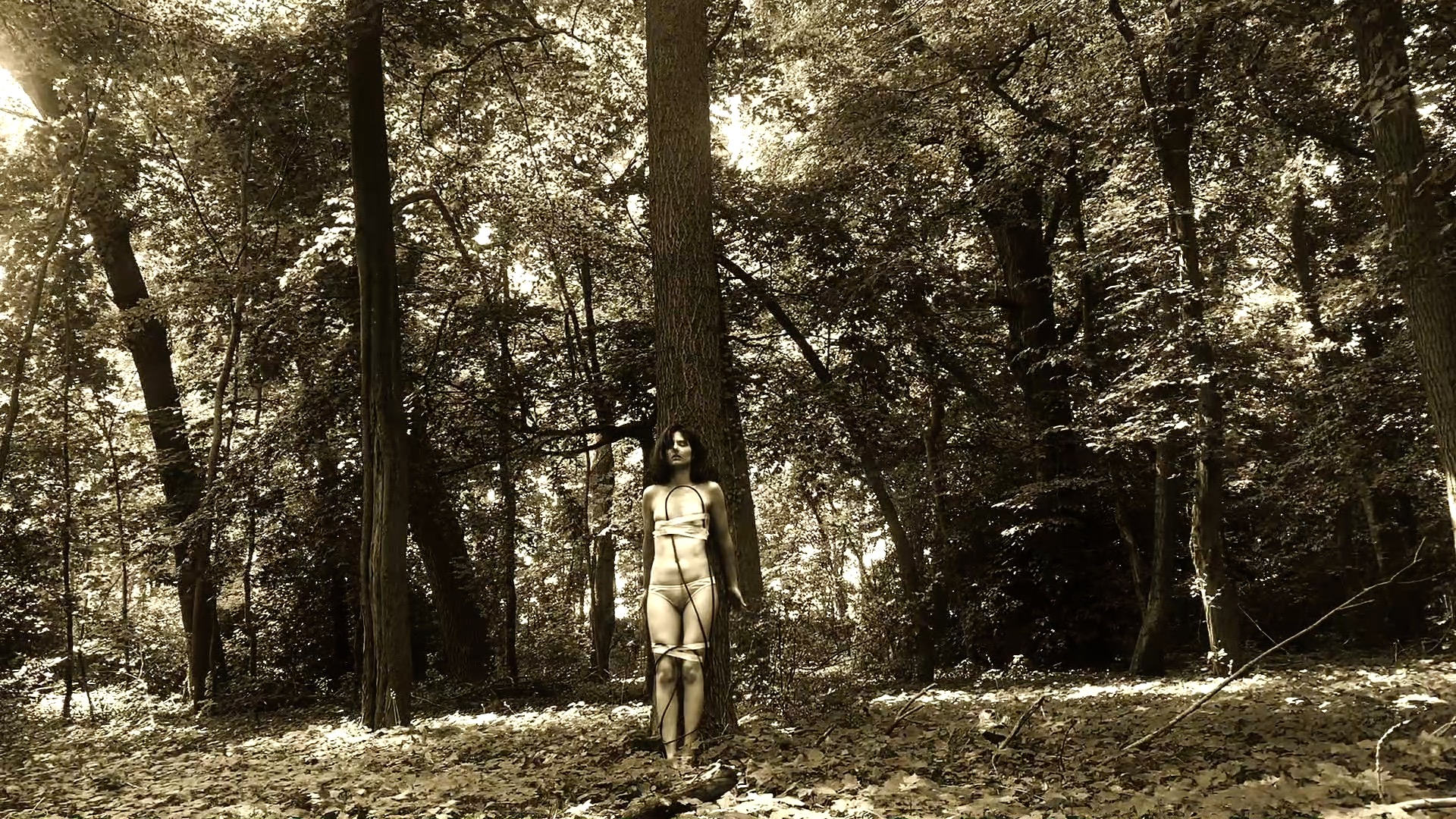
Performance filmée, Le Fresnoy - Studio national des arts contemporains, 2021

Ne demande pas à la Terre…, 2018
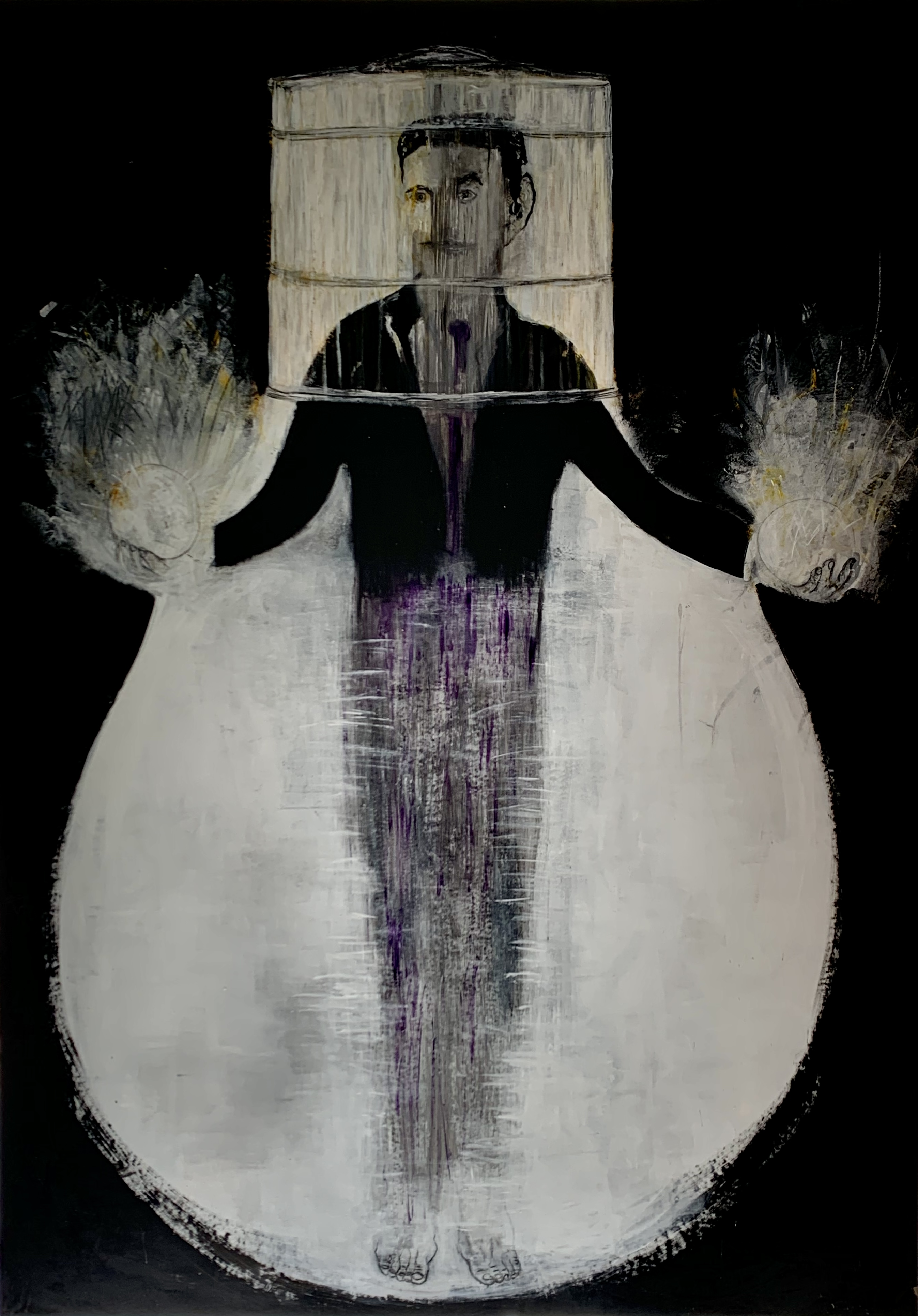
Nikola Tesla, technique mixte sur toile 300 × 200 cm
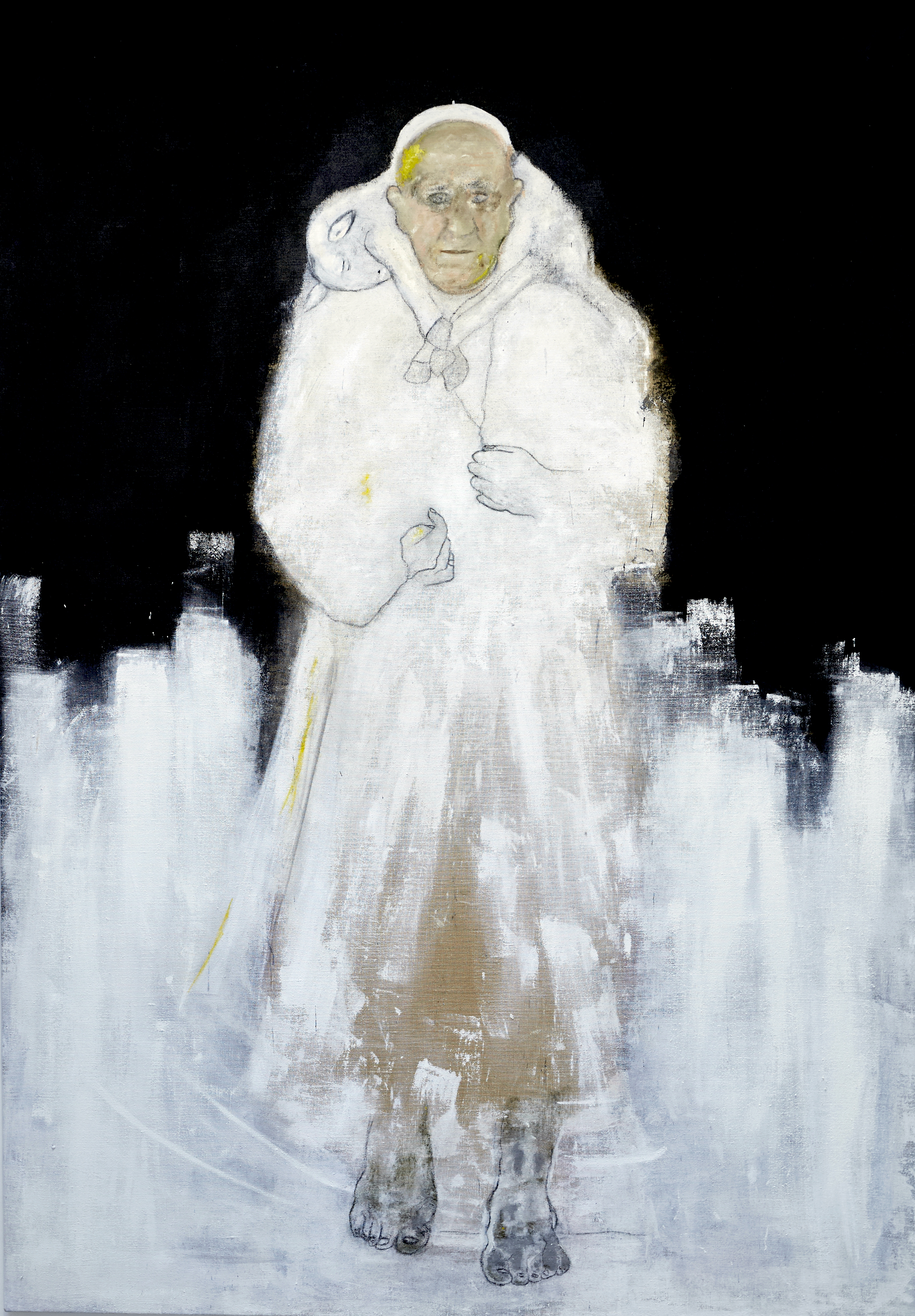
Le pape Francois, technique mixte sur toile 290 × 208 cm
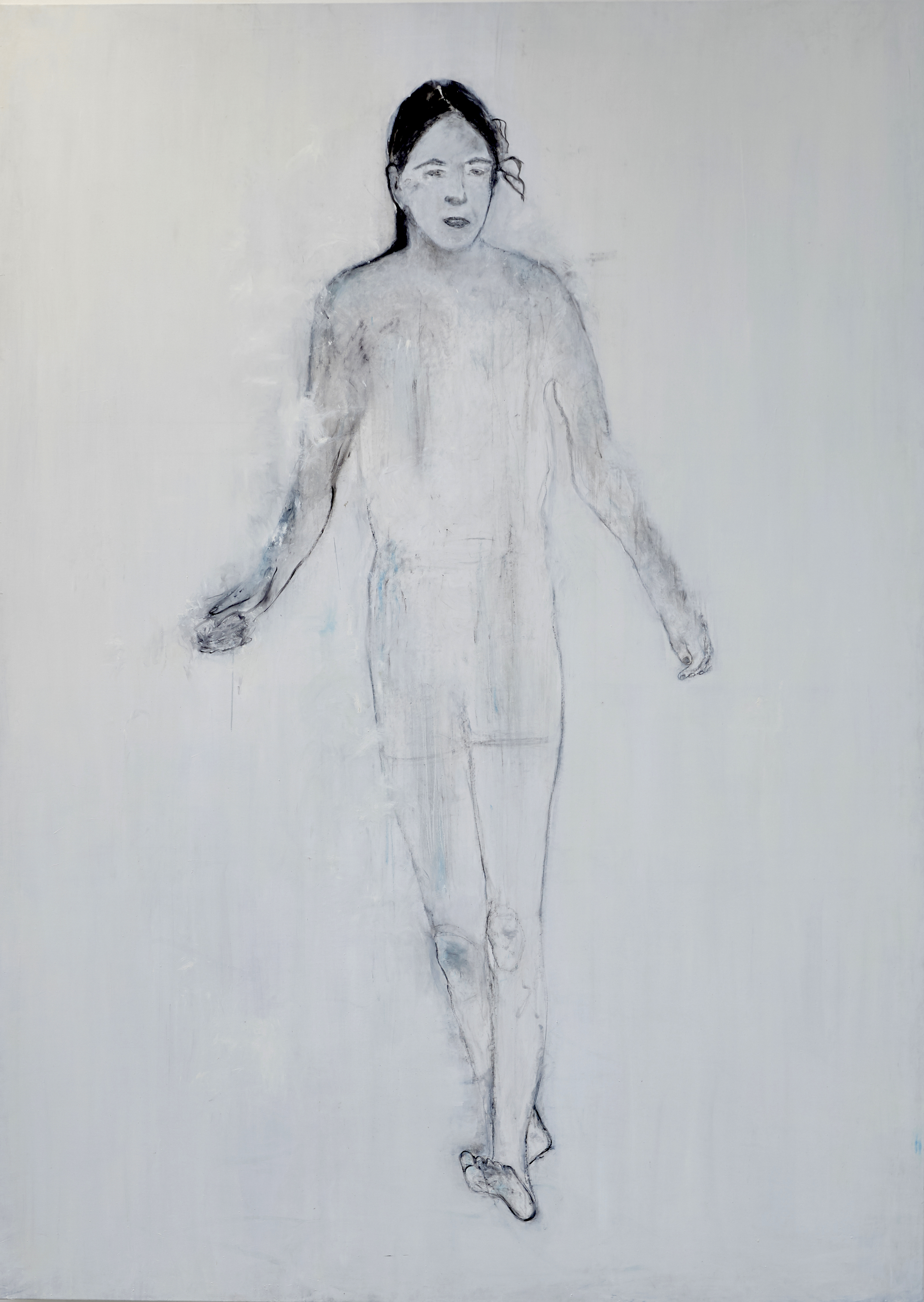
Severn Cullis-Suzuki, technique mixte sur toile 290 × 201 cm
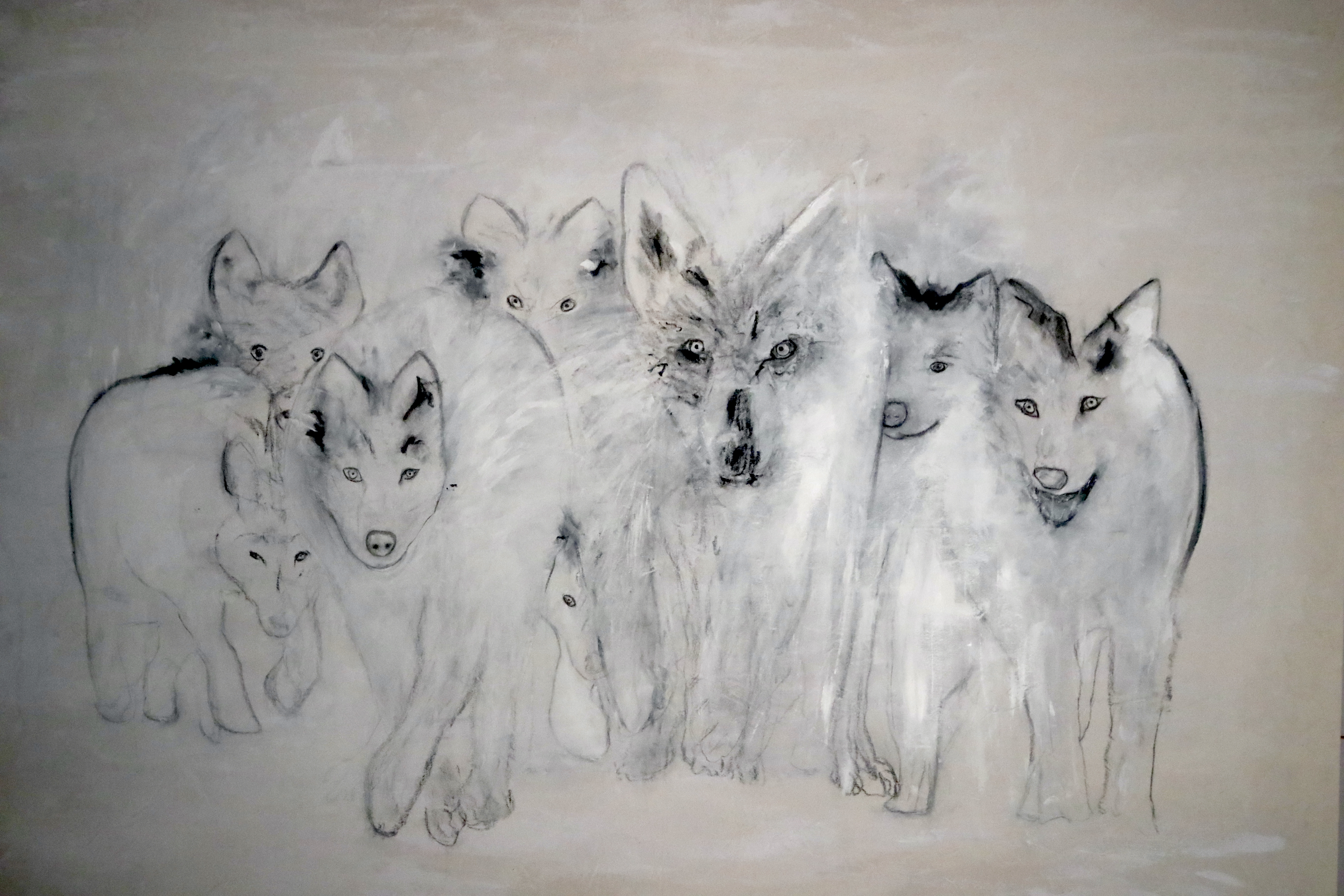
La bande des loups, technique mixte sur toile 157 × 210 cm

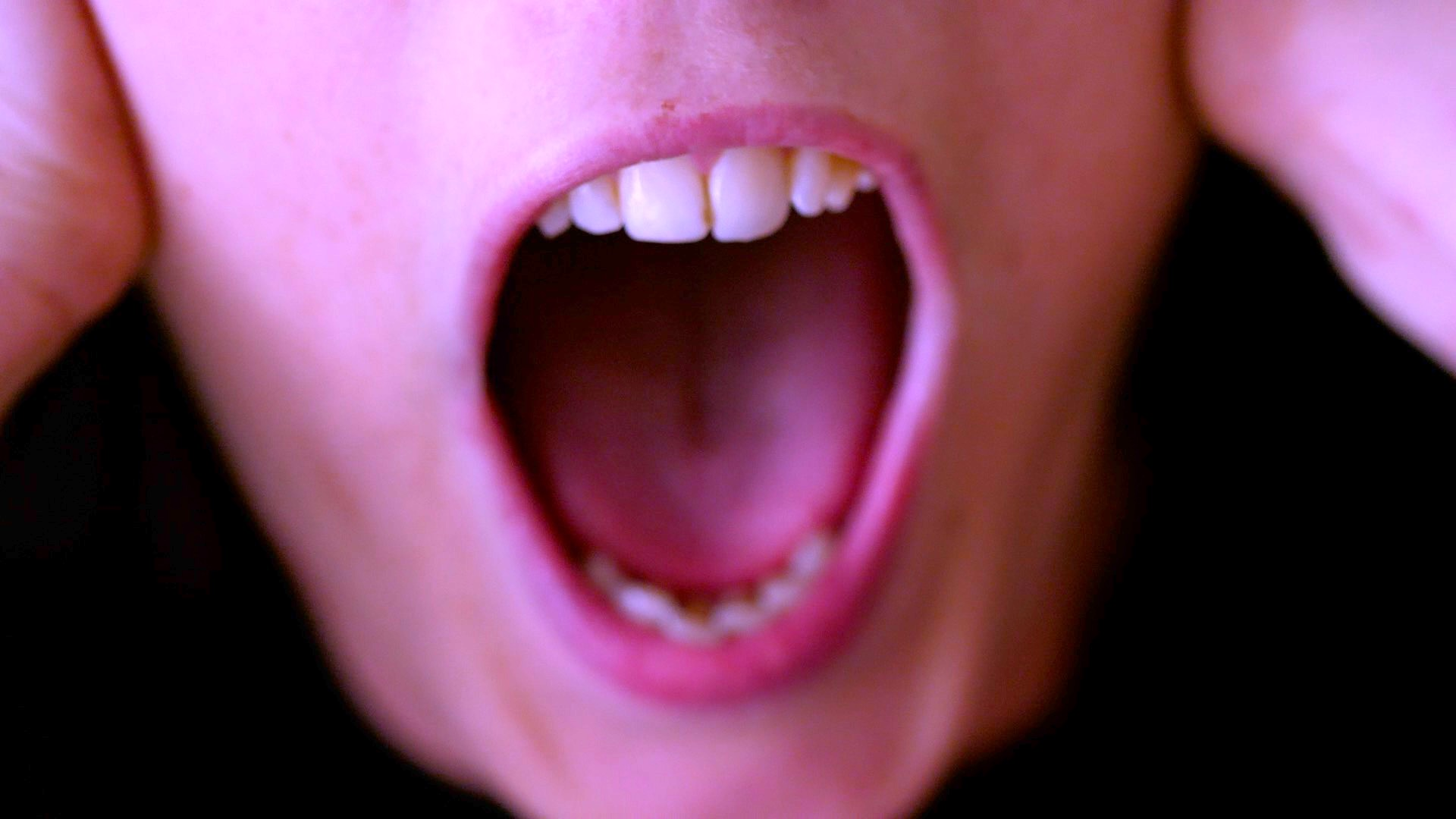
Le cri, vidéo, 2018
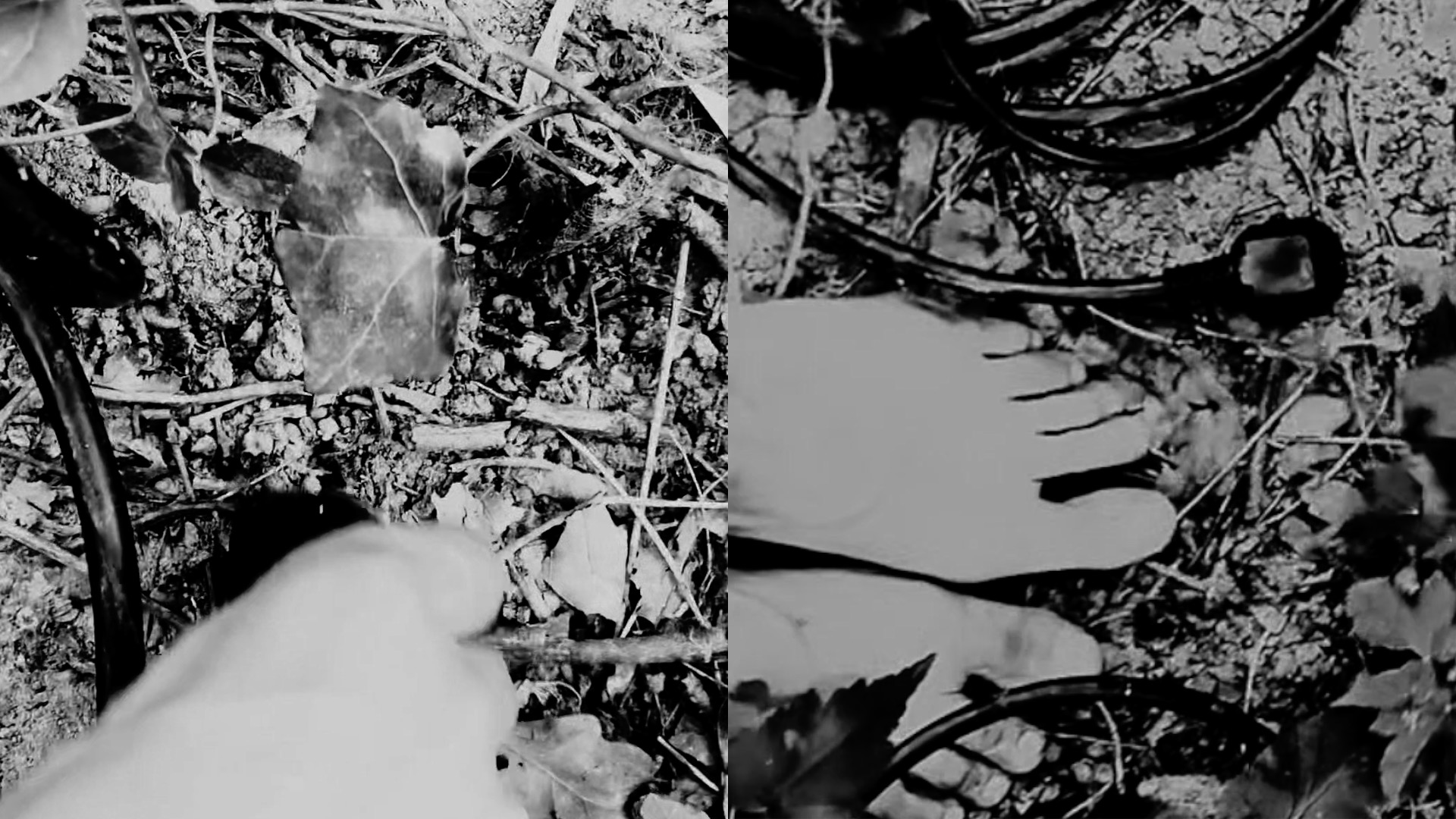
Ne demande pas à la Terre, performance filmée

### Orgone - Méditation positive, 2021
L'artiste s'investit ensuite dans une suite d'œuvres sur l'orgone, basée sur les écrits du psychologue Wilhelm Reich (1897-1957). Elle s'en justifie en particulier dans l'installation Méditation positive présentée au Fresnoy - Studio national des arts contemporains de Tourcoing en 2021. « Je vous parle ici d'énergie cosmique, tellurique, métabolique, de ce que Wilhelm Reich nommait l'orgone », y confirme-t-elle.
Au catalogue de l'exposition sont reportées deux citations qui traduisent, selon elle, ce qu'elle tient de fait à exprimer au travers de cette exposition : de Wilhelm Reich, « dis-leur que tu n'as pas le temps de faire la guerre, que tu as mieux à faire » ; de Blaise Cendrars, « Rien n'est admissible sauf la vie, à condition de la réinventer chaque jour ».

Le Fresnoy - Studio national des arts contemporains, 2021
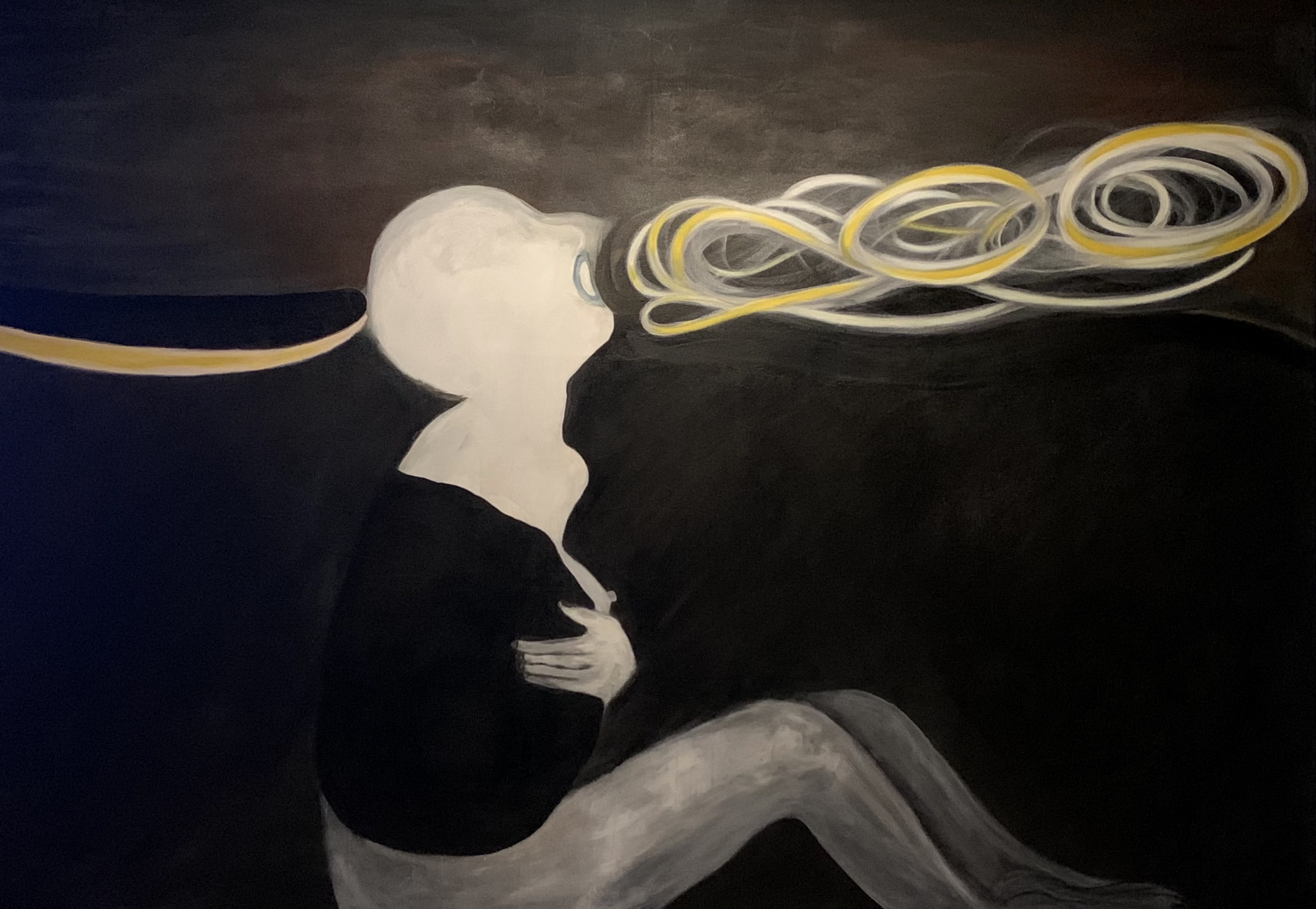
Le souffle, technique mixte sur toile 143 × 206 cm
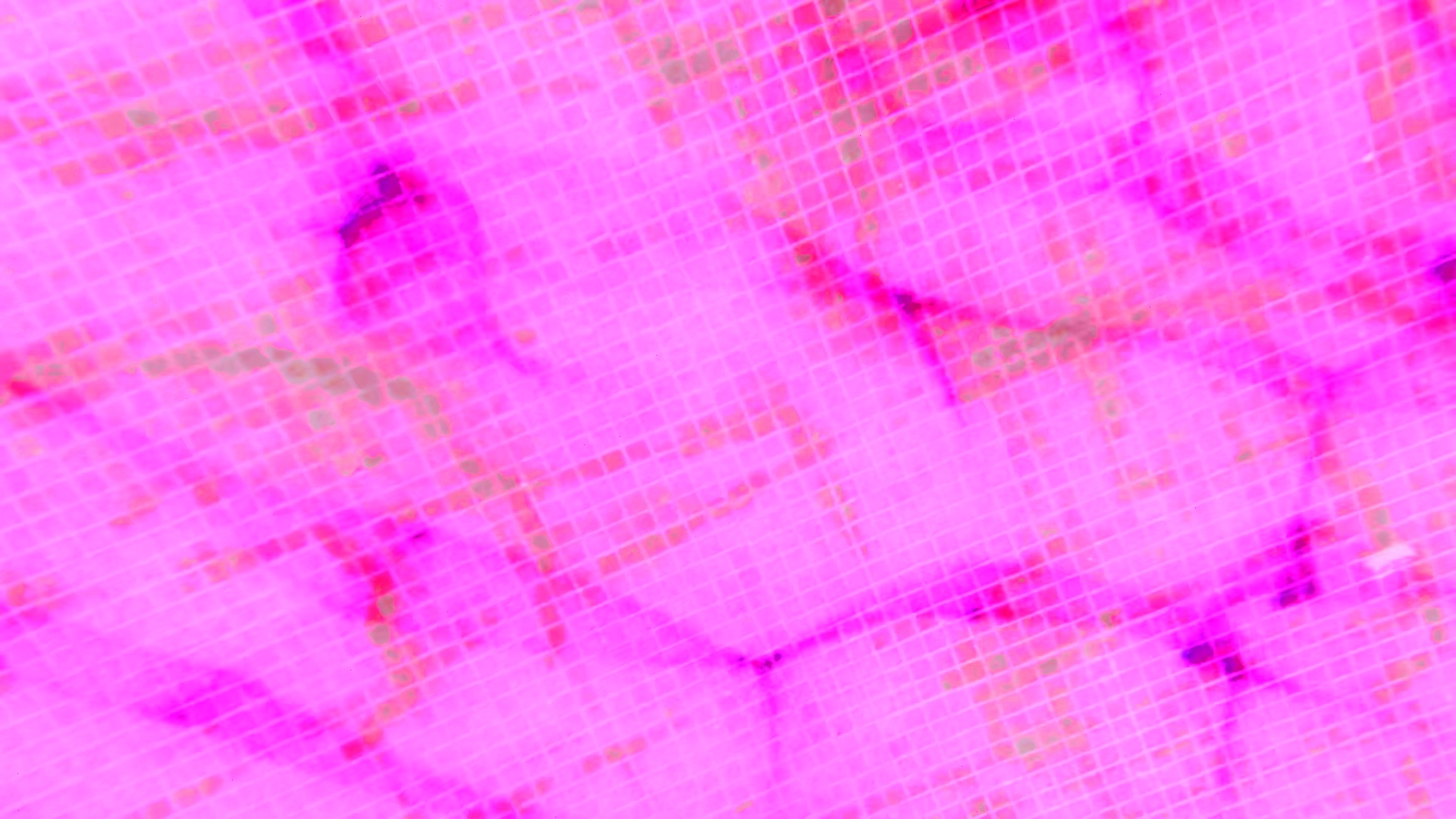
Orgone, vidéo
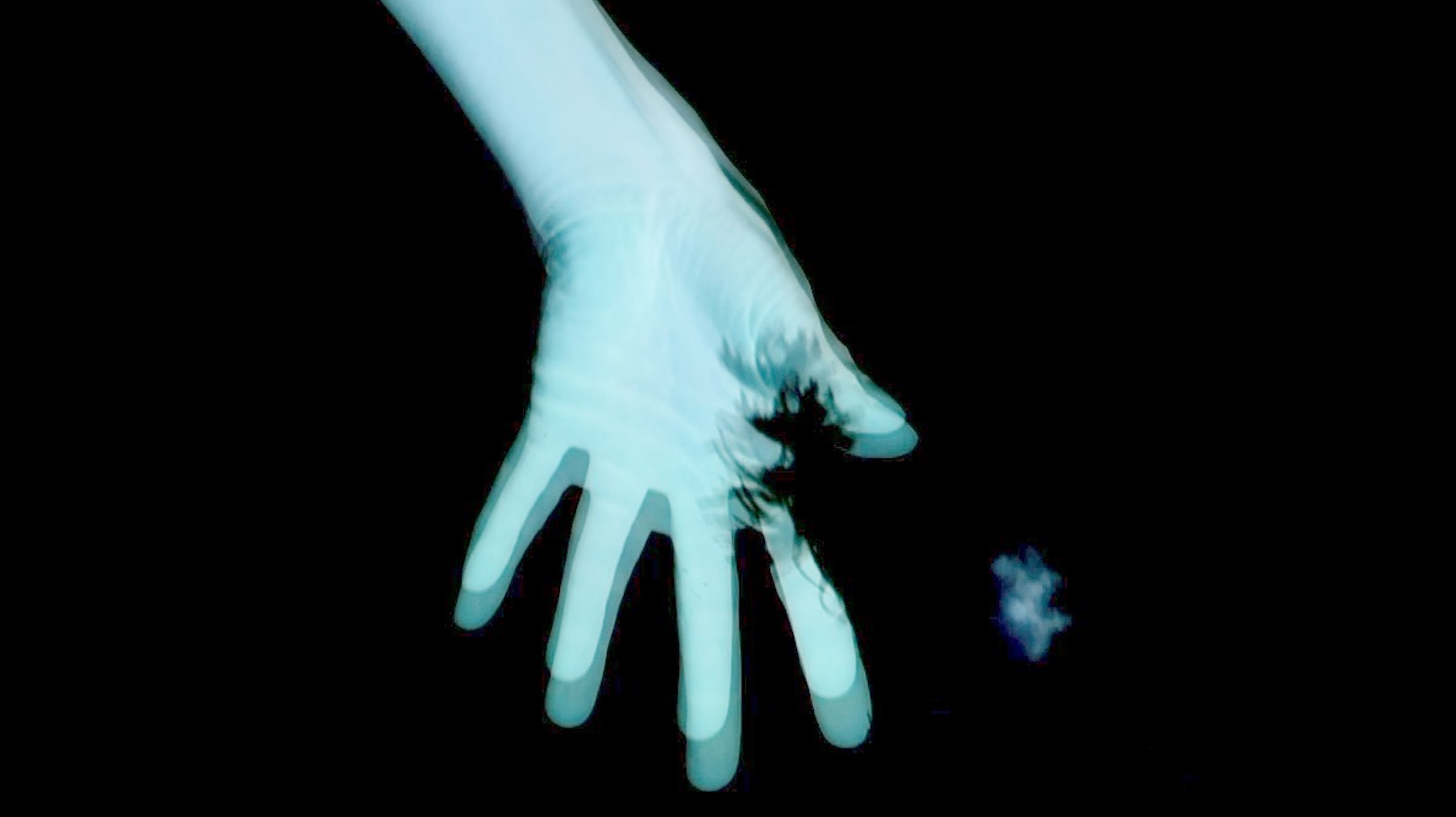
Scalaire, vidéo

## Expositions

### Expositions personnelles

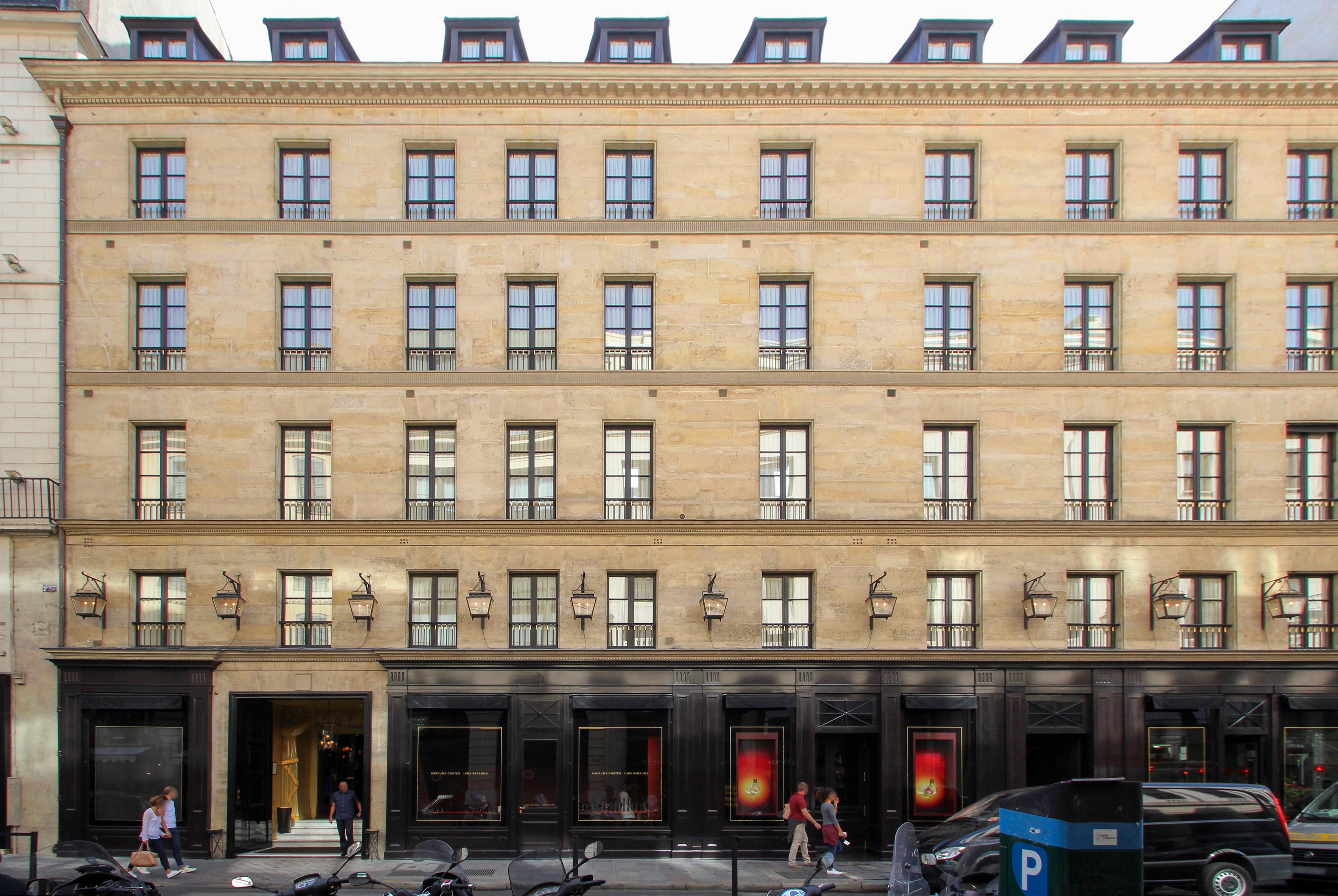
Hôtel Costes, Paris, 2018

- Galerie Catherine Houard, Paris, mai 2012[14], 2014.
- Louise Tilleke - Suite d'œuvres : "La nature humaine", Galerie Laurence Garnier-Rogers, Paris, juin 2015.
- Hôtel Costes, rue de Castiglione, Paris, octobre 2015 (Louise Tilleke - Looking for Gallery, dans le cadre de la Foire internationale d'art contemporain "hors les murs"), octobre 2016 (Louise Tilleke - Sommes-nous toujours des automates ?), octobre 2017 (Louise Tilleke - EauMento)[4], octobre 2018 (Louise Tilleke - "Ne demande pas ce que la Terre…", commissaire d'exposition : Olivier Kaeppelin)[5],[15],[16].
- Galerie RX (commlissaire d'esposition : Olivier Kaeppelin), 16, rue des Quatre-Fils, Oaris, 2019.
- Louise Tilleke, Galerie DX, Bordeaux, juillet-septembre 2020[2].

### Expositions collectives

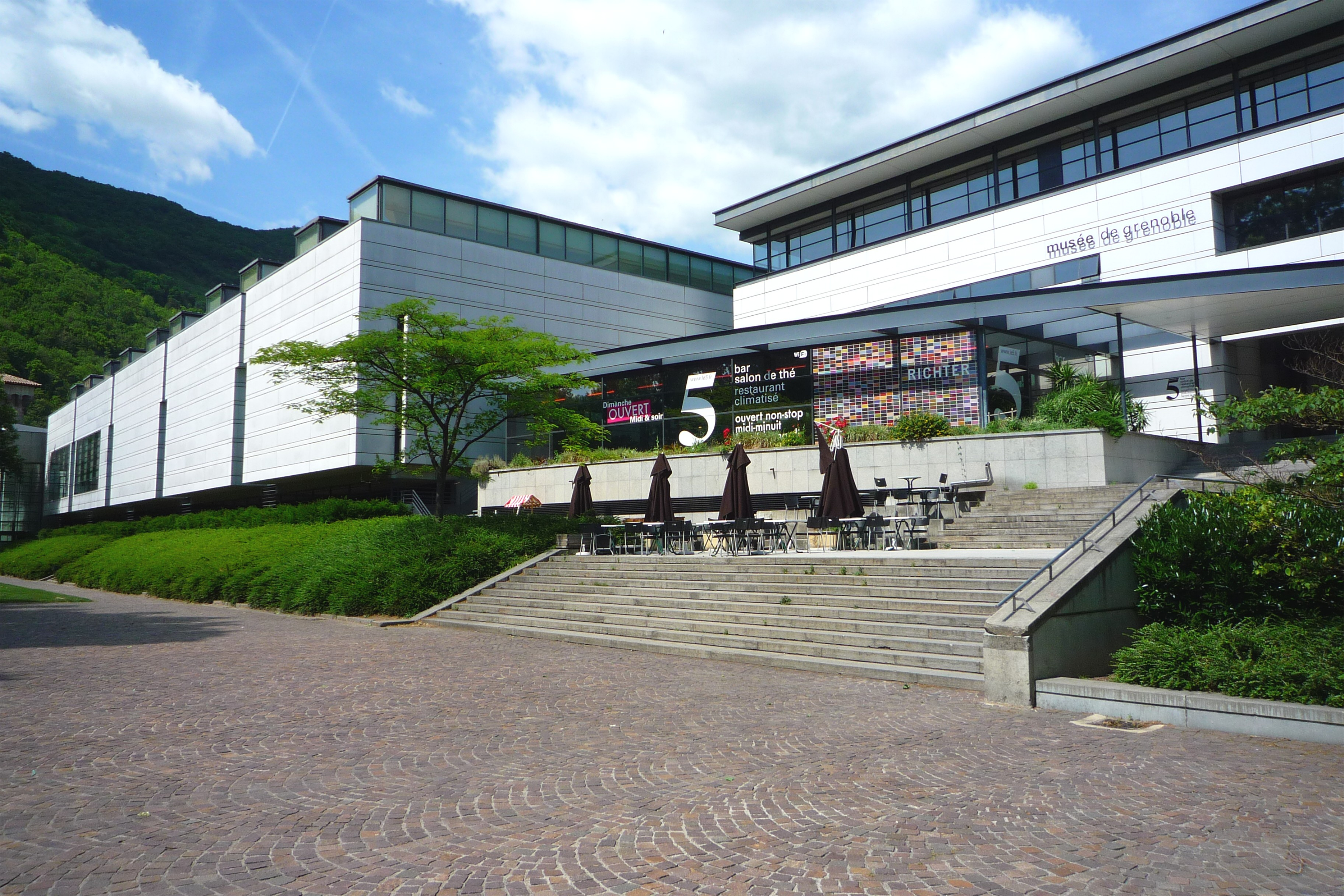
Musée de Grenoble, 2014

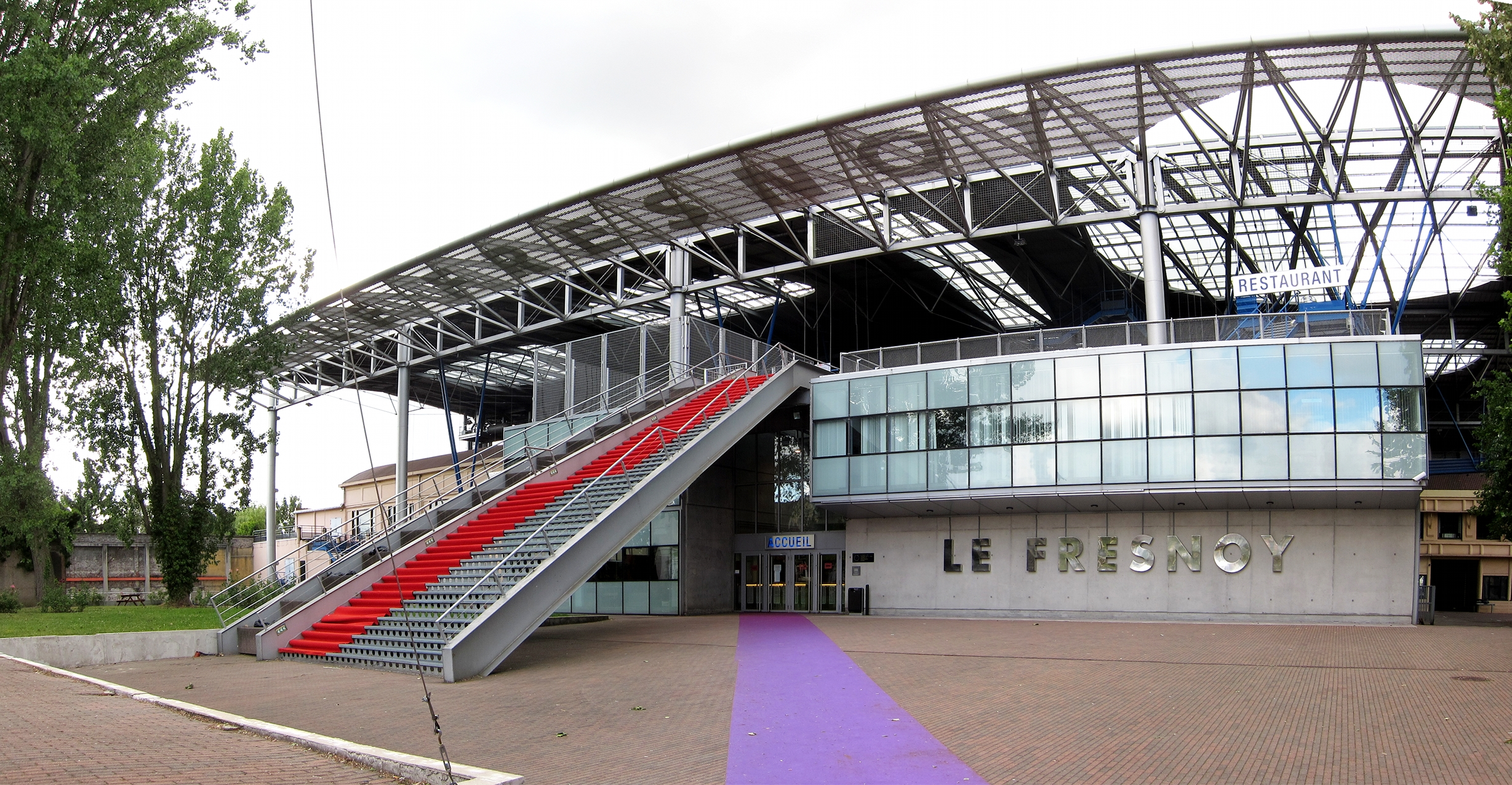
Le Fresnoy - Studio national des arts contemporains, Tourcoing, 2021

- Galerie Catherine Houard, Paris 2011.
- Frimousses de créateurs, Petit Palais, Paris, 2013 ; théâtre du Châtelet, Paris, septembre 2014[17].
- Soleil rouge - Gal'Art, musée de Grenoble, novembre 2014[3].
- 48 heures à Raspail, parking Raspail, Paris, mars 2016[18].
- 4 + 4 - Quatre commissaires, quatre artistes : Bénédicte Alliot/Daniel Horowitz, Chantal Colleu-Dumond/Christian Lapie, Robert Fleck/Monika Kus-Picco (de), Olivier Kaeppelin/Louise Tilleke, Galerie RX, Paris, janvier-février 2019.
- Galerie DX, Bordeaux, juin 2020 (Nos coups de cœur)[19], mars-avril 2022 (Spring Group Exhibition)[10].
- Panorama 23… par le rêve… (œuvre exposée : Méditation positive, installation composée de toiles, dessins et vidéos), Le Fresnoy - Studio national des arts contemporains, Tourcoing, septembre-décembre 2021[20],[21],[22].
- 25e Prix Antoine-Marin, galerie municipale Julio-Gonzalez, Arcueil, juin-juillet 2022[23].
- BAD + 6 Salon d'art contemporain et design (Galerie DX), hangar 14, Bordeaux, juillet 2022.
- Avec la lumière, Galerie Guillaume, 32 rue de Penthièvre, Paris, juin-juillet 2023.
- Artothèque : la collection, espace Jacques-Prévert, Mers-les-Bains, janvier-février 2025[24].

## Réception critique

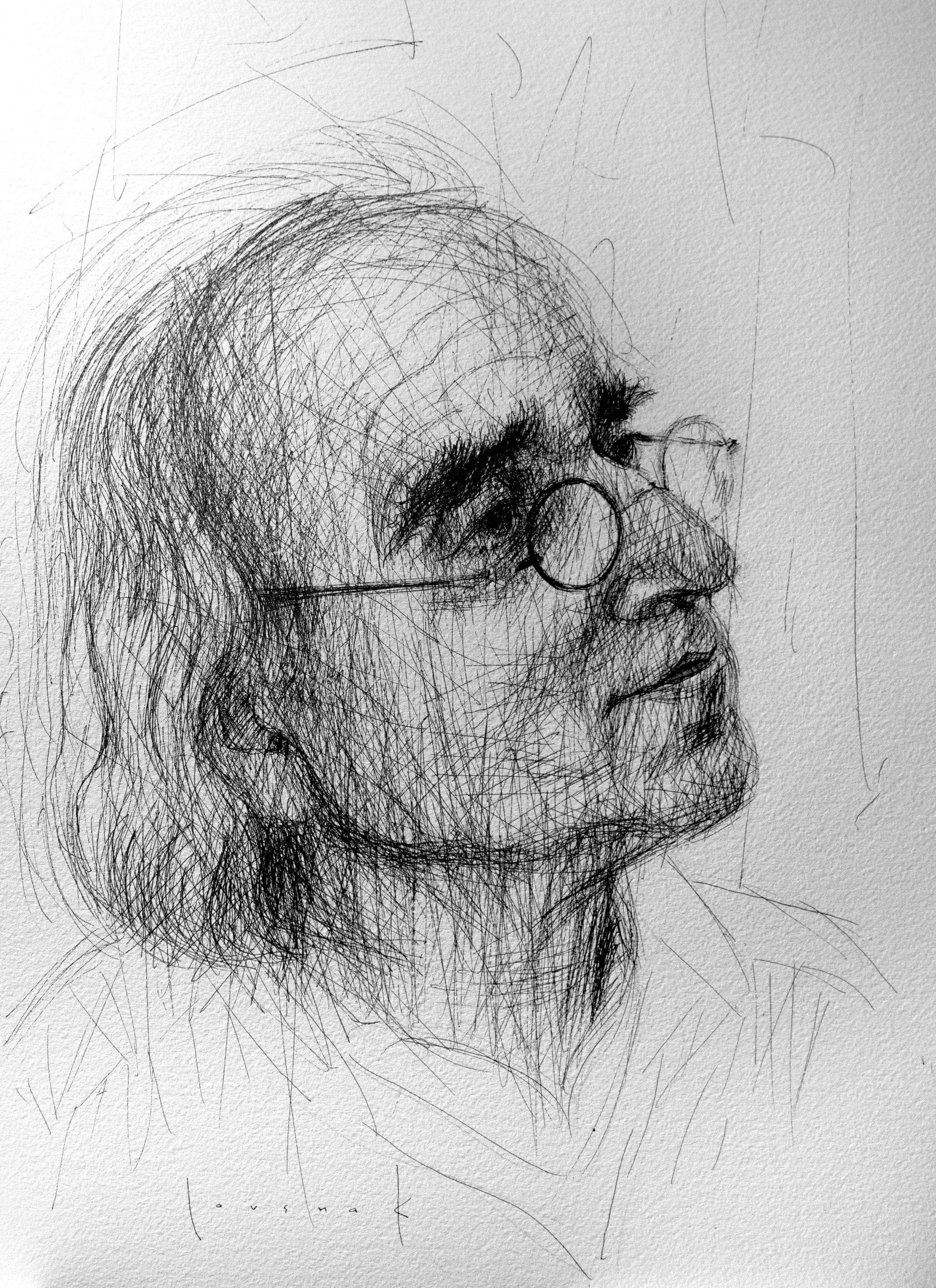
Jean-Paul Gavard-Perret

- « L'artiste en finit avec les utopies et nous met face aux monstres et au déséquilibre. Les œuvres : souvent bouleversantes sans pour autant jouer sur le moindre pathos… Chez elle, pas de place pour la théorie : juste des situations concrètes, des réalités contingentes où la souffrance est incarnée jusque dans notre “viande” comme disait Antonin Artaud. L'intensité d'appel est frappante. La plasticienne rend l'art au statut d'“opération” - entendons par ce terme à la fois opéra nécessairement cruel mais aussi ouverture. L'œuvre devient celle de la contagion du temps par ce qui le fissure. » - Jean-Paul Gavard-Perret[5]
- « L'artiste construit un univers dans lequel on retrouve des personnages qui se battent pour la sauvegarde de la planète. Elle dénonce aussi bien la dévastation du monde que l'aliénation des êtres, que les murs qui se construisent partout et que l'enfermement qui guette… Louise Tilleke n'en reste pas au discours. Elle se dévoile, nous fait partager ses inquiétudes, voire ses angoisses comme ses peintures, fusains et huiles sur papier qui ne sont pas sans évoquer Le Cri d'Edvard Munch. De la menace, du menaçant serait-on tenté de dire, dans un monde incertain, funambule en train de basculer. Tout se bouscule, tout s'affronte… » - Pierre Barbancey[15]

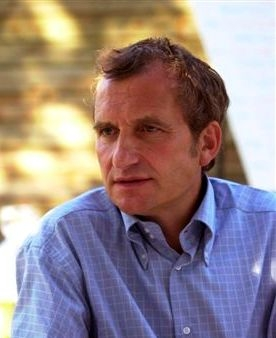
Olivier Kaeppelin

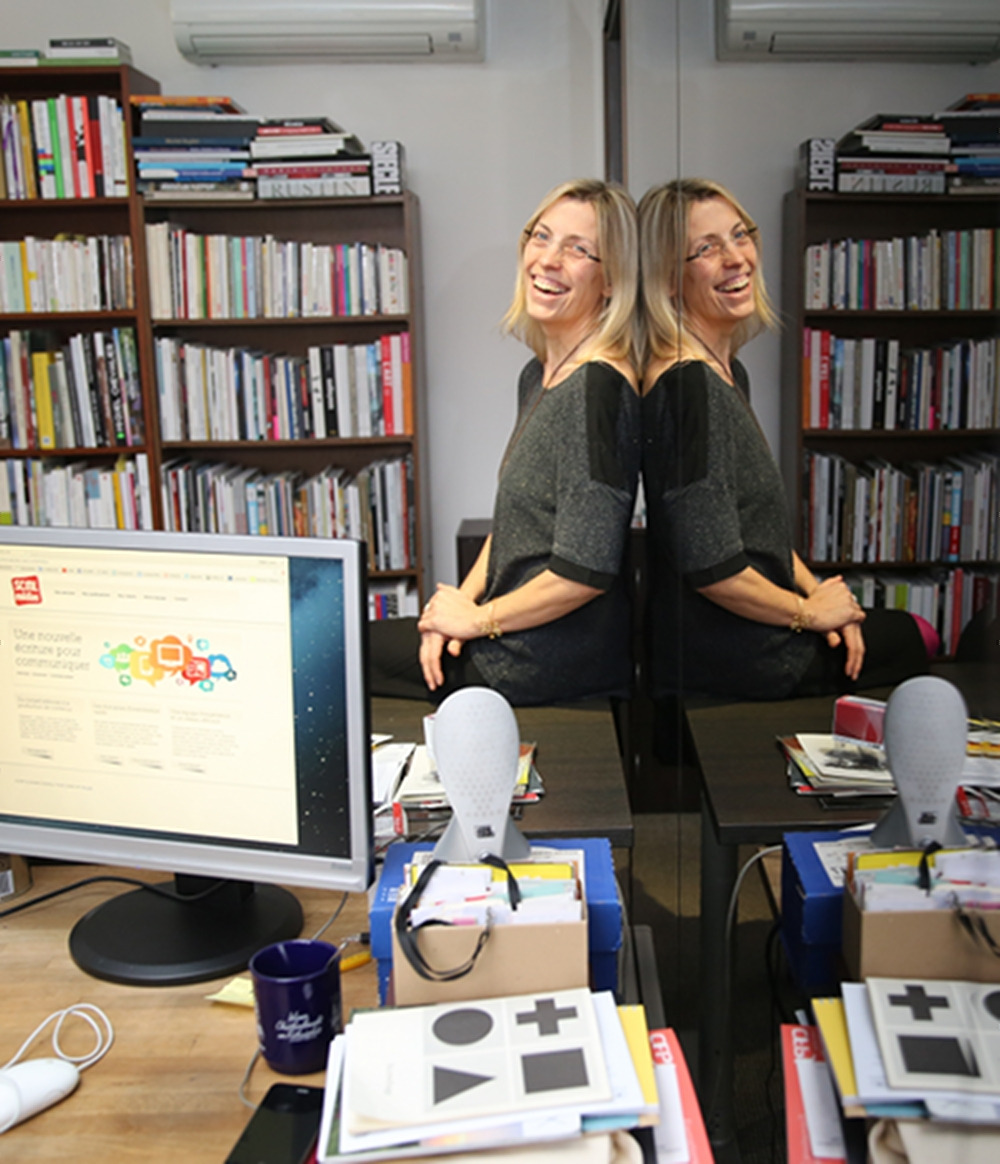
Marie-Laure Desjardins

- « J'ai été très frappé par quatre représentations de tables qui n'étaient ni installées, ni statiques, mais prises dans un espace vibrant. Je pensais aux tables de Francis Bacon et de Mario Merz. De ce sujet archétypal, Louise Tilleke avait fait un mouvement, tout en transparences et blancs. Ses toiles vides étaient presque des fantômes. Une mouche laissait supposer la présence d'un corps. Un corps absent, mais figuré à quelques mètres de là par des centaines de mouches mortes disposées sur le matelas d'un lit de fer. Tout confirmait qu'il y avait là une œuvre, un univers qui parlent de présence, d'absence, de mort, de souffrance, de disparition. » - Olivier Kaeppelin[1]
- « Si chacune de ces toiles forme un cri, le regard reste tendre. Il est avant tout question de peinture. Une peinture sociale en quelque sorte, qui parle de notre temps en s'emparant des grands thèmes de l'histoire de l'art et en s'inscrivant dans une lignée d'artistes. » - Marie-Laure Desjardins[1]
- « Louise Tilleke "pense avec le dessin ; une pensée vive, réactive, mouvementée, libre, disons rebelle comme choisit de l'être, aujourd'hui, une artiste qui décide de vivre pleinement cette époque incertaine, qui s'affronte à l'état et aux narrations de ces temps troublés. Il y a dans ses œuvres une précision et une errance qui nous rappellent qu'il faut savoir s'égarer pour trouver son vrai chemin". Interrogeant les tensions humaines, politiques et écologiques, explorant l'immédiateté expressive et le chaos par la forme, le travail de Louise Tilleke est aussi symptomatique d'une époque marquée par le retour en force des veines expressionnistes où se repense la place de l'homme aux prises avec la violence du monde. Une certaine vitalité expressionniste que l'artiste ouvre à l'installation et à la vidéo, de manière singulière. » - Amélie Adamo[25]
- « La vérité est que son art est un cheminement quasi-mathématique et pourtant spontané. » - Georges Ghosn[2]

## Prix et distinctions
- Prix du magazine Univers des Arts, 2015.
- Médaille d'or en peinture, Société nationale des beaux-arts, 2015 (Carrousel du Louvre, Paris, décembre 2016)[26].
- Prix Alphonse-Cellier de l'Institut de France, soutenue par Vladimir Veličković, pour La nuit d'Elphie, technique mixte sur toile 275x188cm, 2016[27].
- Nommée au Prix Antoine-Marin pour Ici, technique mixte sut toile 250x200cm (président du jury : David Hockney), Arcueil, 2022[23].

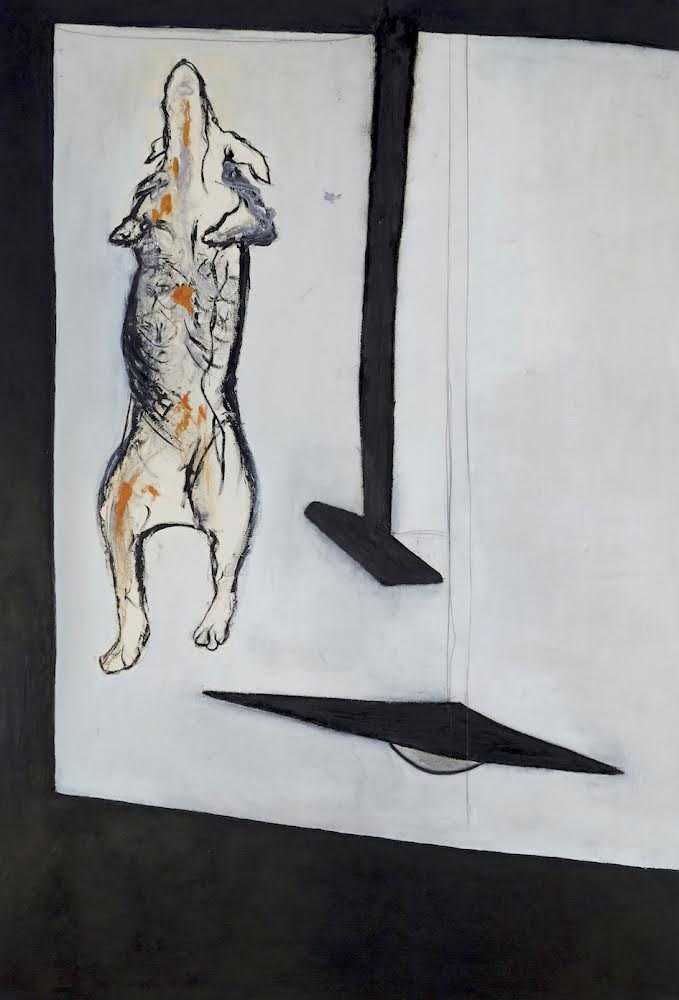
La nuit d'Elphie, technique mixte sur toile 275 × 188 cm, 2016
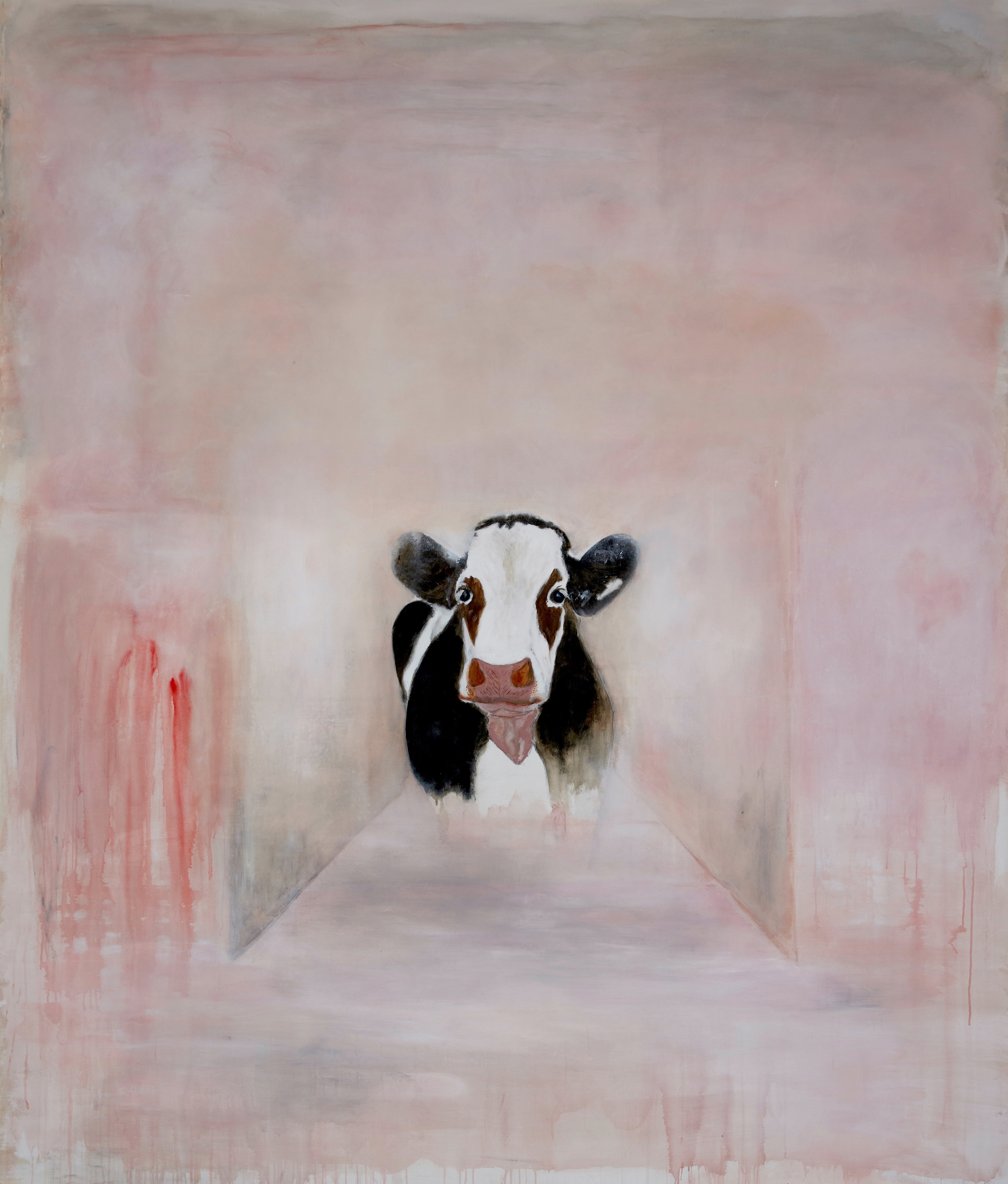
Ici, technique mixte sur toile 250 × 200 cm, 2022

## Collections publiques
- Hôpital psychiatrique de Clermont (Oise)[1].
- Artothèque de l'espace Jacques-Prévert, Mers-les-Bains, Le landau, huile sur toile 116x89cm[24].

## Collections privées
- Jean-Paul Cluzel[2].
- Jean-Louis Costes[2].
- Charles Delaporte.
- Olivier Kaeppelin[25].
- Jean et Christina Mairet[2].
- Olivier Marchal[2].
- Bernard Massini, Nice[25].
- Françoise Toulouse.
- Owen Wilson, Los Angeles.